# Teshie
Teshie là một thành phố Ghana. Thành phố Teshie thuộc Accra Mở rộng Ghana. Dân số ước tính năm 2007 là 154.513 người. Đây là thành phố lớn thứ 7 Ghana. Pháo đài Augustaborg, được xây bởi người Đan Mạch năm 1787, tọa lạc ở Teshie và bị người Anh chiếm từ năm 1850 đến năm 1957.  Trường đào tạo sĩ quan quốc gia và Trung tâm đào tạo gìn giữ hoàn bình Kofi Anna tọa lạc ở thành phố này.